# Dicranomyia (Zelandoglochina) nodulifera
Dicranomyia (Zelandoglochina) nodulifera is een tweevleugelige uit de familie steltmuggen (Limoniidae). De soort komt voor in het Neotropisch gebied.